# Ропуха очеретяна
Ропуха очеретяна (Bufo calamita або Epidalea calamita) — вид земноводних роду ропух. Інша назва — ропуха коротконога.

## Поширення
Населяє сади, парки, луки, поля, піщані пагорби з трав'янистою рослинністю, кар’єри, бори Північної Європи. В Європі очеретяні ропухи водяться у її західній та центральній частинах на північ від Альп та Балкан, доходячи до південної Швеції та Великої Британії, на схід до країн Прибалтики та Калінінградської області Росії, Білорусі та Західної України, на південь — до північної Італії, Австрії, Чехії. В Україні трапляється у західних областях — Волинській та частково у Львівській та Рівенській. Найпівденнішою точкою її знахідки в Україні є околиці с. Голоско Львівської області (49° 51' пн.ш., 23° 56' пд. д.), найсхіднішою — с. Дубровиця Рівенської області (51°34' пн. ш., 26° 34' пд. д.). Судячи з обрису східної межі ареалу та його частковим збігом з січневою ізотермою −8 °C, не виключено, що температурний фактор, як і тривалість безморозного періоду 230 днів, можуть визначати поширення очеретяних ропух на сході їхнього ареалу. Трапляються B. calamita у заліснених або відкритих біотопах з легкими піщаними ґрунтами, звичайних для дюноподібних ділянок, околицях та галявинах соснових лісів. Вони також звичайні у піщаних кар'єрах, полях, городах, при цьому умовою їх присутності є, як правило, наявність відповідного ґрунту, неглибоких водойм та відкритих ділянок у лісі або на місці колишніх лісових насаджень. В Україні очеретяні ропухи живуть у заліснених чи відкритих біотопах з легкими піщаними ґрунтами. Зазвичай це дюнні ділянки, околиці та поляни соснових лісів, парки, поля, городи, піщані кар'єри. Незважаючи на досить широкий ареал, для виду характерна певна обмеженість екологічної пластичності. Так, хоча до спектру її біотопів входять ділянки, пов'язані з діяльністю людини (населені пункти, городи, картопляні поля, сади тощо), але при цьому обов'язковим фактором є сполучення легких супіщаних ґрунтів, неглибоких водойм та відкритих ділянок лісової зони чи місць зведених лісів. У дещо західніших ділянках ареалу очеретяні ропухи також пов'язані з відкритими піщаними ділянками (Нідерланди, Німеччина) або вересовими пустошами (Англія), хоча на островах Південної Швеції вони зустрічаються й на скелястих узбережжях. На Іберійському півострові очеретяні ропухи віддають перевагу (порівняно з сірою ропухою) місцям з меншою гетерогенністю біотопів.

## Чисельність
Результати кількісних обліків у сезон розмноження і після його закінчення істотно відрізняються. Так, за даними обліків на різних місцях нересту у квітні — початку червня у Волинській, Рівенській та Львівській областях чисельність очеретяних ропух становить від 21 до 112 ос./1000 м², а пізніше по закінченні сезону розмноження (середина червня — початок серпня) від 1 до 12 ос./1000 м². За матеріалами інших досліджень чисельність на місцях нересту може становити близько 20 ос./м², після закінчення розмноження — в десятки разів менше. Однак у період метаморфозу й виходу на сушу цьоголітків, чисельність знову зростає й може скласти до 40 ос./м². У ще північніших ділянках ареалу (острів Altarholmen біля західного узбережжя Швеції площею близько 10 га) методом мічення і повторного відлову чисельність ізольованої популяції оцінювалася у 1500 особин.

## Зовнішній вигляд
Найменша з ропух фауни України. Тіло завдовжки до 80 мм. Шкіра горбиста, зверху оливково-сіра з темними плямами. Від звичайної ропухи відрізняється жовтою смужкою уздовж нижньої половини спини. Ця ропуха має відносно довгі ноги, що надає їй характерної ходи, яка відрізняється від стрибків більшості інших видів роду. Черевний бік світло-сірого або сіро-білого кольору з дрібними темними плямами, часто неправильної форми. Однією з діагностичних ознак очеретяних ропух є розвиток в них пігментації також і на горлі, на відміну від зеленої ропухи.
Зіниця горизонтальна, барабанна перетинка розвинена. Позад очей розташовані привушні залози — паротиди, по всьому спинному боці безладно розкидані бородавки, які в деяких особин можуть закінчуватися шпичаками. На найдовшому пальці задніх кінцівок розвинені парні зчленівні горбочки, внутрішній край передплесна несе шкіряну складку.
Статевий диморфізм виявляється у дещо дрібніших розмірах самців і частково виявленою в них шпичастістю шкіри, в наявності непарного внутрішнього резонатора, розвитку шлюбних мозолів на перших двох-трьох пальцях передніх кінцівок, часто меншою контрастністю візерунка. Монотиповий вид — у всякому разі порівняння морфологічних та біохімічних характеристик очеретяних ропух з різних ділянок ареалу (Іспанія, Центральна Європа) не показало між ними суттєвих відмін. Зараз підвидів не виділяють, однак аналіз ДНК очеретяних ропух свідчить про виразні генетичні відміни між західними та східними британськими популяціями.
Існують відомості про те, що очеретяні ропухи на балтійських островах більші, ніж особини з материкової частини. Розміри одно-, дво- та трирічних особин у Нідерландах коливаються в межах 18-35, 26-46 і 50-60 мм відповідно. Існують відомості про те, що очеретяні ропухи на балтійських островах більші, ніж особини з материкової частини. Розміри одно-, дво- та трирічних особин у Нідерландах коливаються в межах 18-35, 26-46 і 50-60 мм відповідно. Найбільшою в світі жабою цього виду з 1991 року вважалося земноводне зі Швеції вагою 2,65 кг. Проте, в січні 2023 року, в національному парку Конвей (англ. — Conway National Park) на півночі Австралії було виявлено більш велику очеретяну жабу, довжина якої складала понад чверть метра і вагою 2,7 кг, тобто вона приблизно у шість разів була більшою, аніж звичайні представники її виду.
Матеріали з мінливості зовнішньоморфологічних ознак у межах України обмежені.

## Генетика
Хромосомний набір ропух цього виду представлений 22 хромосомами (2n = 22, NF = 44). Подальше вивчення особливостей будови каріотипу українських популяцій перспективне в плані вивчення географічної (міжпопуляційної) мінливості (наприклад їх порівняння з даними поперечно-смугастого забарвлення хромосом очеретяних ропух з Чехії). Розмір геному в цього виду з Іспанії становить 8,2 пг. Не виключено, що Іберійський півострів відігравав роль прихистку в льодовиковий період, і після закінчення зледеніння звідси йшло розселення очеретяних ропух на інші ділянки суші.

## Поведінка
Тварина добре бігає, проте погано плаває і не стрибає. Зимує на суші. Активна вночі та у присмеркові години. Вдень закопується у ґрунт на глибину 20-80 см. У живленні переважають комахи.

## Життя у природі

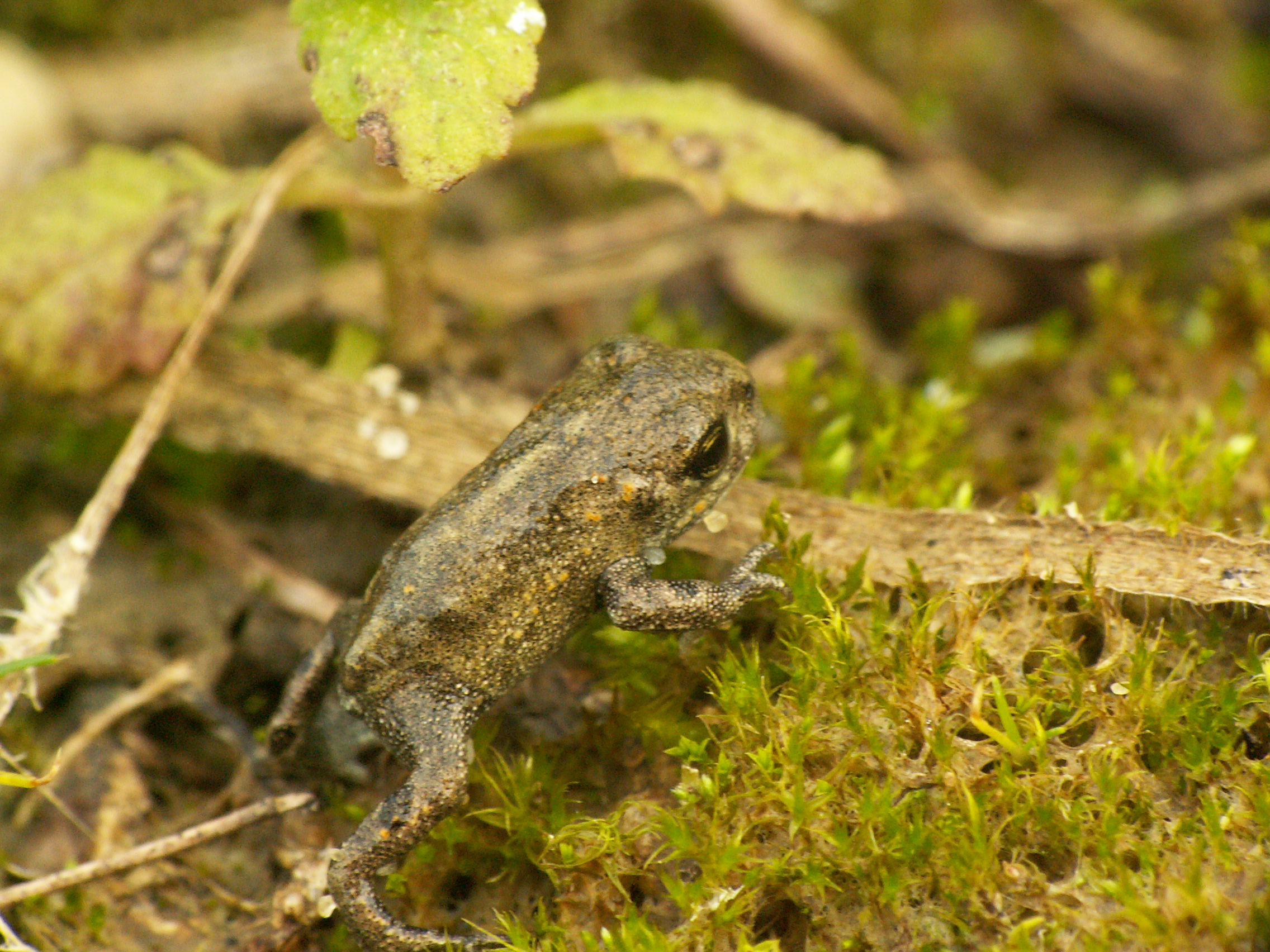
Молода особина

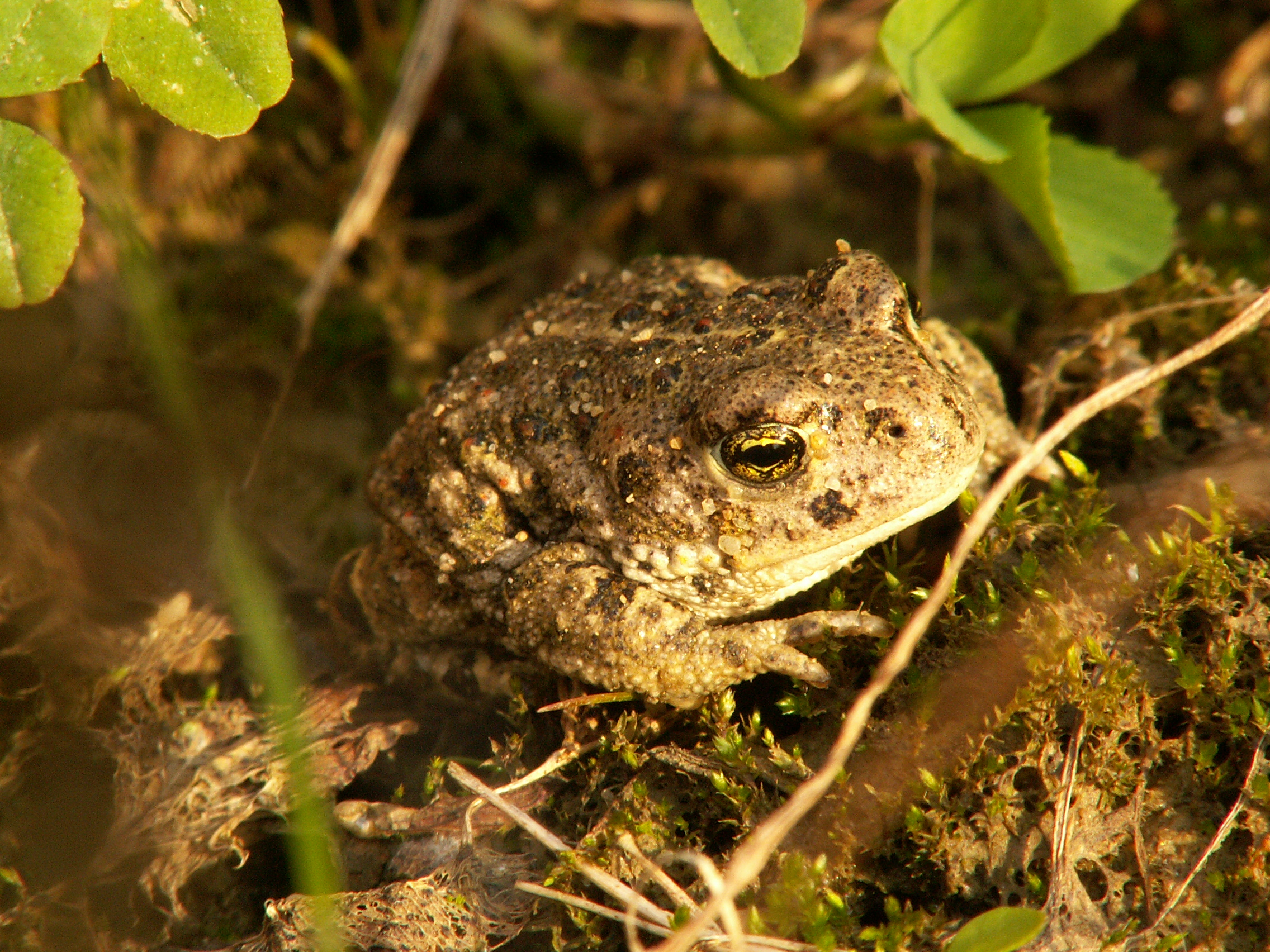
Майже доросла особина

Початок активності очеретяних ропух в Україні припадає на кінець березня — квітень і пов'язаний з особливостями погоди щороку. Майже відразу ж після пробудження самці займають нерестові водойми — мілководдя ставів, дренажні канали, калюжі біля доріг та у сільськогосподарських угіддях, водойми у піщаних та гравійних кар'єрах.
Період розмноження триває близько двох місяців і припадає на квітень-травень. Відомі матеріали, що вказують на деяку вимогливість очеретяних ропух до якісного складу води при виборі місць нересту. Так, відзначалося, що розмноження очеретяних ропух відбувається у водоймах з прозорою водою, низькою концентрацією заліза, кальцію та слабколужною реакцією.
Хоча, з іншого боку, пари на нересті знаходили як у солонуватих, так і в насичених органікою водоймах біля тваринницьких ферм. У дещо північніших регіонах (Швеція), метаморфоз може тривати з середини травня до середини серпня як вірогідна адаптація до використання тимчасових водойм за непередбачуваних погодних умов.
Вивчення особливостей розмноження популяцій крайових ділянок ареалу показало, що при виборі місць нересту очеретяні ропухи віддають перевагу або мілким ставкам з відносно теплою водою, що стимулює швидші строки метаморфозу (але з ризиком загибелі кладок при пересиханні), або більші стави з меншим ризиком їхнього висихання, але тривалішими термінами метаморфозу.
Нерест звичайно відбувається при температурі води 10-18°С. Парування відбувається вночі, загальна кількість відкладеної ікри негативно корелює з максимальними температурами води. У кладці 3-4 тис. ікринок, розташованих у два ряди у парних, завдовжки близько 3 м ікряних шнурах. Шнури звичайно розташовані на мілководді на глибині до 15-30 см і прикріплені до листя підводної рослинності або до гілок.
Вилуплення личинок за відсутності різких падінь температури звичайно відбувається через 4-6 днів, хоча мінімальний строк ембріонального розвитку становить усього 2 дні. Як вже зазначалося, очеретяних ропух нерідко відзначали на нересті одночасно з зеленою ропухою, що приводить до утворення мішаних пар та гібридизації.
Існують дані, що потомки таких пар характеризуються сполученням ознак обох видів. Є відомості також про те, що гібридні особини за своїми зовнішньоморфологічними ознаками ближчі до очеретяних ропух, ніж до зелених. Не виключено, що на деяких ділянках ареалу, де обидва види трапляються разом, причиною гібридизації може бути обмеженість підхожих для розмноження місць.
Чотирирічні дослідження специфіки розмноження очеретяних ропух у Південній Англії показали, що деяким самицям цього виду властиві повторні кладки протягом одного сезону активності. Так, кількість самиць, що намагалися або відкладали другу порцію ікри, становила 10-17% загальної кількості мешканців району місця нересту і 14-31% всієї чисельності самиць на нересті.
Тварини, що нерестилися вдруге, були дещо більші від тих, яким було властиве лише одноразове відкладання ікри. Час між першою та повторною кладками становить близько двох місяців. У чисельному співвідношенні обсяг других кладок коливався від 24 до 33% загальної кількості ікри, відкладеної тією ж самою особиною. Разом з тим за весь період спостереження виживання потомства з другої кладки не відзначено.
У нормі весь період метаморфозу триває 1,5-2 місяці, так що масовий вихід на сушу цьоголітків припадає на кінець червня-липня. Розміри ропух відразу після закінчення метаморфозу становлять 15-20 мм. У зв'язку з високим рівнем смертності цьоголітків порівняно з дорослими тваринами була висловлена гіпотеза, що цьоголітки до досягнення ними статевої зрілості потребують спеціальних умов у місцях свого пробування.
Однак при дослідженні вибору молодими тваринами таких місць виявилося, що цьоголітки за всіх умов експерименту практично завжди займали ті ж самі біотопи, що й дорослі тварини (хоча й була відзначена їхня схильність до заселення вологих ділянок на місці пересохлих ставів). Статева зрілість настає на 3-4-й рік.
По закінченні нересту тварини полишають водойми й переходять до присмерковонічної активності. Вдень ховаються у різноманітних сховищах: купах каміння, хмизу, у листовій підстилці, норах, здатні самостійно закопуватися в ґрунт. Тварина добре бігає, проте погано плаває і не стрибає.
Основну частину раціону складають наземні безхребетні, найчастіше (іноді до 80% і більше) мурашки. Серед інших груп нерідкі метелики, жуки, хризомеліди.
Серед природних ворогів вказують на деяких плазунів (вужі), птахів (сріблястий мартин, сіра ворона, лелека, сіра чапля, канюк звичайний) та ссавців. Однією з причин зниження чисельності очеретяних ропух може бути конкуренція з боку сірої ропухи. Остання в разі відновлення лісових насаджень, які для неї є більш підхожими, збільшує свою чисельність і у зв'язку з дещо ширшою трофічною нішею може витісняти B. calamita.
Трирічне вивчення впливу різних факторів на виживаність личинок очеретяної ропухи у Південній Англії показало, що присутність звичайного коропа й окуня збільшували виживаність пуголовків, оскільки ці види риб вибірково знищували хижих безхребетних. З другого боку, наявність краснопера, навпаки, справляло негативний вплив, оскільки цей вид поїдав як безхребетних, так і личинок жаб. Хижацтво сильніше впливає на успішний розвиток личинок на ранніх стадіях (порівняно з абіотичними факторами і, особливо, значенням рН менше 6), але зменшується на пізніших, коли висихання водойм або падіння вмісту кисню у воді стають основними причинами загибелі.
Спостереження за виживаністю 32 кладок очеретяних ропух в іншій ділянці ареалу (Німеччина) показало, що з 116 тис. ікринок, 8% не розвивалося, 2% припинили розвиток, 6% загинуло від висихання, майже 84% були знищені хижаками, а закінчили метаморфоз лише 0,3% личинок з усієї кількості відкладеної ікри.
Серед антропогенних факторів зниження чисельності очеретяних ропух, звичайно вказують на зв'язок з трансформацією та забрудненням біотопів, і особливо з випадінням кислотних дощів. Деякі спроби реалізації програм із збереження очеретяних ропух — створення тимчасових водойм для розмноження — виявилися успішними, і в ряді ділянок чисельність цих тварин суттєво збільшилася.

## Охорона
Вид занесено до Червоної книги України (категорія «вразливі види»), а також до Додатку II «Конвенції з охорони дикої флори і фауни та природного середовища існування в Європі» (категорія «види, що підлягають особливій охороні») та до «Червоної книги хребетних Міжнародного союзу охорони природи (МСОП)».